# Agrotis melanopis
Agrotis melanopis är en fjärilsart som beskrevs av Dyar 1918. Agrotis melanopis ingår i släktet Agrotis och familjen nattflyn. Inga underarter finns listade i Catalogue of Life.